# Niels de Langen
Niels de Langen, né le 30 novembre 1998 à Arnhem, est un skieur handisport néerlandais. Il pratique le ski assis dans la catégorie LW12-2 ( skieur ayant le plein usage du tronc, des épaules et des bras).

## Biographie
Avant ses un an, il contracte un méningococcie et perd l'usage de sa jambe droite. Il commence la pratique du ski en 2012 mais en 2013, il se blessé au pied gauche et n'a pas pu marcher pendant six mois. À 16 ans, il est amputé de sa jambe gauche qui avait également été endommagée par l'infection. Il pratique alors le ski assis
Il remporte une médaille de bronze aux Championnats du monde de ski para-alpin 2017 lors de l'épreuve de slalom ce qui lui permet de participer aux Jeux paralympiques d'hiver de 2018 dans quatre disciplines avec une huitième place en super combiné, sa meilleure performance.
En 2019, il remporte une médaille d'argent aux Championnats du monde de ski para-alpin dans l'épreuve de slalom géant puis en 2022, il remporte le bronze dans l'épreuve du super combiné assis masculin et slalom assis masculin à Lillehammer, en Norvège.
Aux Jeux paralympiques d'hiver de 2022 à Pékin, en Chine, il a remporté la médaille de bronze au super combiné masculin assis. 

## Palmarès

### Jeux paralympiques
| Épreuve / Édition | Pyeongchang 2018 | Pékin 2022 |
| Descente          | 14e              | 6e         |
| Super-G           | 14e              | 6e         |
| Slalom géant      | NC               |            |
| Slalom            | DNF              |            |
| Super combiné     | 8e               | Bronze     |